# Баево (Брасовский район)
Баево — упразднённый в 1964 году посёлок Бяковского сельсовета Брасовского сельского района в Брянской области РСФСР СССР. Включён в состав посёлка Жары. На январь 2021 года находится на территории Бяковского сельского поселения Навлинского района.

## География
Расположен на востоке региона, примыкая к юго-восточной окраине села Бяково.

## История
Отмечен на карте РККА N-36 1941 года как п. Жары Баево.
До 1963 года входил в состав Навлинского района. На момент упразднения относился к Брасовскому району.
Решением Брянского сельского облисполкома от 8 сентября 1964 года посёлки Бяковского сельсовета Брасовского сельского района Баево, Дела, Жары и Козловка  объединены в один населённый пункт посёлок Жары (ГАБО. Ф.Р-6. Оп.4. Д.601. Л.158-170).
В 1965 году Навлинский район был восстановлен, территория упразднённого посёлка стала относится к Навлинскому району.

## Инфраструктура
Развито сельское хозяйство.

## Транспорт
Просёлочные дороги. Одна ведёт к центру поселения — селу Бяково, другая — к автодороге 15 ОП РЗ 15К-1712 «Украина» — Клинское.